# Marko Dević
Mark Dević (Oekraïens: Марко Девич, Marko Devytsj, Servisch: Марко Девић) (Belgrado, 27 oktober 1983) is een Servisch-Oekraïens voetballer. In 2008 debuteerde hij in het Oekraïens voetbalelftal.

## Clubcarrière
Dević begon zijn voetbalcarrière in Servië, in zijn geboortestad Belgrado. Gedurende vier jaar speelde hij daar bij vier voetbalclubs. Dit veranderde toen de Oekraïense club Volyn Loetsk hem kocht van FK Voždovac Belgrado. Dević belandde in de Vysjtsja Liha, waar hij veertien wedstrijden speelde. Myron Markevych, trainer van Metalist Charkov, kreeg hem in het oog en kocht hem over. Gedurende het seizoen 2007/08 was Dević topscorer met 19 doelpunten in 27 wedstrijden in de Vysjtsja Liha. Door zijn scorend vermogen wekte hij de interesse van het Russische Roebin Kazan, dat hem uiteindelijk in maart 2014 overnam van Charkov. In januari 2015 werd hij verhuurd aan Al-Rayyan uit Qatar. Nadien speelde hij voor FK Rostov, FC Vaduz en Sabah FK.

## Interlandcarrière
Dević werd tot Oekraïense genaturaliseerd op 24-jarige leeftijd in juni 2008, met als doel uit te kunnen komen voor het Oekraïens voetbalelftal. Oleksij Mychajlytsjenko twijfelde of hij Dević moest selecteren omdat er kritiek op zijn afkomst was – hij was immers niet in Oekraïne geboren – maar nam hem op in de selectie voor een oefenwedstrijd tegen Noorwegen op 19 november 2008. Deze situatie deed zich ook voor bij Oleksandr Aliyev en Artem Milevsky. Door een matig seizoen in de Oekraïense voetbalcompetitie kwam hij niet veel uit voor Oekraïne en verscheen hij ook niet in de basis. In de laatste groepswedstrijd tegen Engeland werd Dević een doelpunt onthouden. Zowel de vijfde man als de scheidsrechter, Viktor Kassai, namen niet waar dat de bal achter de doellijn kwam. Oekraïne verloor met 0–1. Hij maakte deel uit van de Oekraïense selectie op het Europees kampioenschap voetbal 2012.
| Interlanddoelpunten | Interlanddoelpunten | Interlanddoelpunten | Interlanddoelpunten         | Interlanddoelpunten | Interlanddoelpunten | Interlanddoelpunten | Interlanddoelpunten  |
| №                   | Datum               | Locatie             | Wedstrijd                   | Goal(s)             | Score               | Uitslag             | Competitie           |
| ------------------- | ------------------- | ------------------- | --------------------------- | ------------------- | ------------------- | ------------------- | -------------------- |
| 1                   | 9 februari 2011     | Nicosia             | Zweden – Oekraïne           | 20' (pen.)          | 1 – 1               | 1 – 1               | Vriendschappelijk    |
| 2                   | 15 november 2011    | Lviv                | Oekraïne – Oostenrijk       | 90+1'               | 2 – 1               | 2 – 1               | Vriendschappelijk    |
| 3                   | 6 september 2013    | Lviv                | Oekraïne – San Marino       | 11'                 | 1 – 0               | 9 – 0               | Kwalificatie WK 2014 |
| 4                   | 15 oktober 2013     | Serravalle          | San Marino – Oekraïne       | 15'                 | 0 – 2               | 0 – 8               | Kwalificatie WK 2014 |
| 5                   | 15 oktober 2013     | Serravalle          | San Marino – Oekraïne       | 51'                 | 0 – 4               | 0 – 8               | Kwalificatie WK 2014 |
| 6                   | 15 oktober 2013     | Serravalle          | San Marino – Oekraïne       | 58' (pen.)          | 0 – 6               | 0 – 8               | Kwalificatie WK 2014 |
| 7                   | 5 maart 2014        | Larnaca             | Oekraïne – Verenigde Staten | 68'                 | 2 – 0               | 2 – 0               | Vriendschappelijk    |